# Industrial Light & Magic
Industrial Light & Magic (eller bare ILM) er et firma der laver visuelle special effects til film. ILM blev stiftet i juli 1975 af George Lucas og ejes af Lucasfilm.
Lucas ønskede at den (på den tid) kommende Star Wars-film skulle have special effects der aldrig var set før. Først spurgte Lucas Douglas Trumbull, der bl.a. var kendt for 2001: A Space Odyssey, der dog afslog, men forslog i stedet hans assistent John Dykstra. Dykstra samlede et lille hold af studerende, kunstnere og ingeniører, der blev til Special Visual Effects-afdelingen på Star Wars. Sammen med Dykstra blev det oprindelige ILM-hold også anført af Dennis Muren, Richard Edlund, Joe Johnston og Phil Tippett.
Siden hen har holdet arbejdet med mere end to hundrede film, herunder
- Star Trek
- Harry Potter
- Jurassic Park
- Indiana Jones
- Schindlers liste

ILM iværksatte deres computergenerede billeder og animationer, da de hyrede Ed Catmull i 1979. I de tidlige 80'ere arbejde John Lasseter som computeranimatør.
I året 2003 har ILM modtaget 14 Best Visual Effects-Oscars og været yderligere nomineret til 19. ILM har også fået 22 tekniske Oscars.
37°47′55.3″N 122°27′0.2″V / 37.798694°N 122.450056°V